# 勢見月文久
勢見月 文久（せみづき ふみひさ、1949年8月22日- ）は和歌山県出身の射撃選手。モスクワ五輪、ソウル五輪、バルセロナ五輪代表。和歌山県警所属。

## 略歴
1980年に初の五輪であるモスクワオリンピック代表に選出もボイコット。その後、1988年のソウルオリンピックに出場しエア・ピストルとフリー・ピストルともに23位となる。
1992年のバルセロナオリンピックではエア・ピストルで35位、フリー・ピストルで20位であった。